# Condroitina

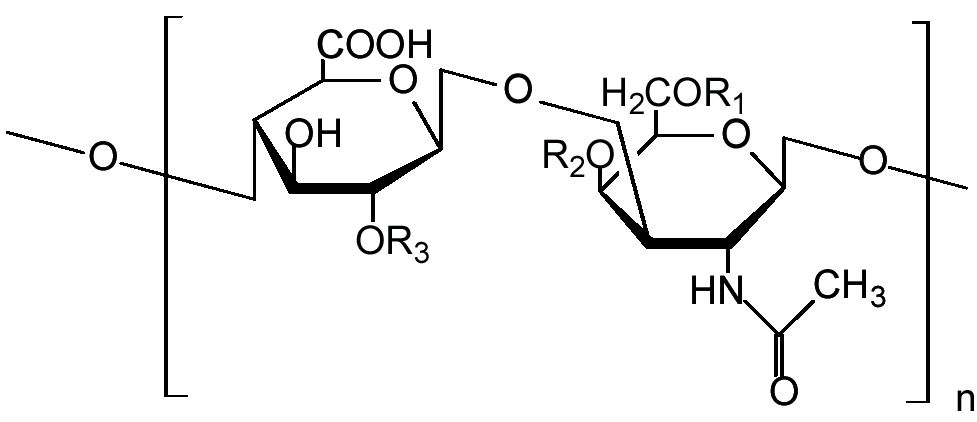
Estrutura química de uma unidade em uma cadeia do sulfato de condroitina. Condroitina-4-sulfato: R_{1} = H; R_{2} = SO_{3}H; R_{3} = H. Condroitina-6-sulfato: R_{1} = SO_{3}H; R_{2}, R_{3} = H

A condroitina é um polissacarídeo glicosaminoglicano, constituinte da condrina, que constitui a cartilagem e outros tecidos conjutivos em animais, fornecendo muito da sua resistência à compressão. Também serve como condroprotetor, ou seja, protege as cartilagens do desgaste, por meio da inibição da ação de enzimas que degradariam esta. Esse tipo de glicosaminoglicano é formado por resíduos de N-acetil-D-galactosamina conectados através de ligações glicosídicas β(1→3). Além disso, a condroitina pode ser do tipo condrotina-4-sulfato ou condroitina-6-sulfato.
A condroitina-4-sulfato possui um grupo sulfato (OSO3-) no carbono 4 em seus resíduos de N-acetil-D-galactosamina. Já a condroitina-6-sulfato possui o grupamento sulfato no carbono 6 de seus resíduos. Nos tecidos, os dois tipos de condroitina podem ser encontrados em conjunto ou separadamente.

## Uso medicinal
Condroitina é comumente usada como suplemento alimentar, pela medicina alternativa para tratar a osteoartrite, e também aprovada e regulada como uma droga sintomática de atuamento lento na Europa e alguns outros países. Ela é comumente vendida juntamente com glucosamina. Condroitina e glucosamina são também usadas na medicina veterinária. No entanto, um estudo da Colaboração Cochrane de 2015, onde se efetuou a revisão de testes clínicos, mostrou que a maioria destes era de baixa qualidade, mas que havia alguma evidência quanto à melhora no curto prazo da dor e alguns efeitos colaterais; apesar disso, não é aparente que ela melhore ou mantenha a saúde das juntas afetadas.
Condroitina, juntamente com a glucosamina comumente usada, não deve ser usada para tratar pacientes que possuem osteoartrite sintomática do joelho, já que as evidências demonstram que esses tratamentos falham em fornecer alívio para esta condição.

## Histórico
Condroitina foi originalmente isolado juntamente com sulfatos, muito antes da caracterização da estrutura, levando a mudanças na terminologia. Pesquisadores iniciais identificaram diferentes frações da substância com letras.
| Identificação por letras | Local da sulfatação                                 | Nome sistemático        |
| Sulfato de Condroitina A | carbono 4 do açúcar N-acetilgalactosamina (GalNAc)  | condroitina-4-sulfato   |
| Sulfato de Condroitina C | carbono 6 do açúcar GalNAc                          | condroitina-6-sulfato   |
| Sulfato de Condroitina D | carbono 2 do ácido glucurônico e 6 do açúcar GalNAc | condroitina-2,6-sulfato |
| Sulfato de Condroitina E | carbonos 4 e 6 do açúcar GalNAc                     | condroitina-4,6-sulfato |

"Sulfato de condroitina B" é um nome antigo para o sulfato de dermatan, e não é mais classificado como uma forma de sulfato de condroitina.
Condroitina, sem o "sulfato", tem sido usado para descrever frações com pouca ou nenhuma sulfatação. No entanto, essa distinção não é usada por todos.
Ainda que o nome "sulfato de condroitina" sugira um sal com um contra-ânion sulfato, esse não é o caso, já que o sulfato está ligado de forma covalente ao açúcar. Ainda, já que a molécula tem múltiplas cargas negaticas no pH fisiológico, um cátion está presente nos sais do sulfato de condroitina. As preparações comerciais do sulfato de condroitina tipicamente são geitas com o sal sódio. Barnhill et al. sugere que todas essas preparações do sulfato de condroitina sejam referidas como "condroitina de sódio", independentemente do seu estado de sulfatação.